# Хорта (язык)
Хорта (дев. खोरठा) — язык, считающийся диалектом языка магахи, на котором говорят в индийском штате Джаркханд, в основном в 16 округах двух регионов: Северный Чхота-Нагпур и Сантал Паргана. 13 районов: Хазарибаг, Кодерма, Гиридих, Бокаро, Дханбад, Чатра, Рамгарх, Деогхарх, Думка, Сахебгандж, Пакур, Годда и Джамтара. На хорте не только говорят этнолингвистические группы садан, но и адиваси.
В Джаркханде существует кинематограф на языке хорта.